# Белочел лангур
Белочелият лангур още белочел сурили (Presbytis frontata) е вид бозайник от семейство Коткоподобни маймуни (Cercopithecidae). Видът е световно застрашен, със статут Уязвим.

## Разпространение
Разпространен е в Индонезия (Калимантан) и Малайзия (Саравак).